# Војска лопова
Војска лопова (енгл. Army of Thieves) је амерички пљачкашки љубавно-хумористички филм из 2021. године, редитеља Матијаса Швајгхефера, продуцената Зака Снајдера и Деборе Снајдер, Веслија Колера, Швајгхефера и Дена Мага, са сценаријом Шеја Хатена, по оригиналној причи Снајдера и Хатена. Преднаставак је филма Војска мртвих и други је део у франшизи Војска мртвих; главну улогу игра Швајгхефер, који понавља своју улогу као Лудвиг Дитер, поред споредних улога које играју Натали Емануел, Гуз Хан, Руби О. Фи, Стјуарт Мартин, Жонатан Коен и Петер Симонишек. 
Снимање је почело у октобру 2020. у Немачкој и Чешкој, а завршено је у децембру исте године. Филм је издат 29. октобра 2021. године на Netflix-у. Добио је помешане до позитивне критике од стране критичара.

## Радња
Шест година пре догађаја у филму Војска мртвих, током почетних фаза избијања зомбија, Лудвиг Дитер је у својим раним данима обијања сефова. Унајмљује га мистериозна жена да изведе пљачку уз помоћ нескладне екипе лопова.

## Улоге
| Глумац             | Улога        |
| ------------------ | ------------ |
| Матијас Швајгхефер | Лудвиг Дитер |
| Натали Емануел     | Гвендолин    |
| Гуз Хан            | Ролф         |
| Руби О. Фи         | Корина       |
| Стјуарт Мартин     | Бред Кејџ    |
| Жонатан Коен       | Делакроа     |
| Петер Симонишек    |              |
| Ноеми Накаи        | Беатрикс     |
| Џон Бубњак         | Кристофер    |